# Isabelle de Bex
Pour les autres membres de la famille, voir Famille de Blonay.
Isabelle de Bex (domina Belon de Baiz, Hysabeth ou Helisabeth domina de Sancto Paulo), morte le 26 avril 1246, est dame de Saint-Paul, Maxilly et Bernex. Elle épouse à une date inconnue Guillaume, fils de Gaucher de Blonay et de Burchane.

## Biographie
Isabelle de Bex dite aussi Elisabeth, Belon ou Belun de Saint-Paul est connue par neuf actes de la première moitié du XIIIe siècle, ce qui est considérable pour une personne de cette époque et en particulier pour une femme. Sa vie avant son veuvage au début du XIIIe siècle demeure inconnue. En revanche, on sait d'après l'obituaire de l'abbaye de Sixt que la dame Belon de Bex (domina Belon de Batz) meurt un 26 avril de l'année 1246.

### Origines
Isabelle est issue de la Famille de Bex dont le plus ancien membre connu pourrait être Guillaume "de Bair", mentionné en 970. Au début du XIIe siècle, Turembert et Constance de Bex sont seigneurs de Saint-Paul. Sa mère est toujours vivante en 1210. La famille perd de son influence au cours du XIIIe siècle quand la famille de Faucigny étend son pouvoir sur Saint-Paul.

### Mariage et descendance
Isabelle dite Belon épouse à une date inconnue Guillaume, fils de Gaucher de Blonay et de Burchane, dont elle a plusieurs enfants :
- Jean, chanoine de la cathédrale de Lausanne
- Guillaume, chanoine de l'abbaye de Saint-Maurice d'Agaune
- Agnès, épouse de Jean de Maraîche puis en secondes noces de Bernard Jordan
- Henri de Blonay, seigneur de Montigny
- Aymon, chevalier et seigneur de Saint-Paul et de Blonay[6]

Elle devient veuve avant 1210. En 1226, Isabelle et ses deux fils Jean et Aymon donnent le fief de Chardonne à l'abbaye d'Hauterive. Aymon est son seul fils survivant en 1227. En 1239, Belon et Aymon font une donation à l'église Saint-Paul en mémoire de leur petit-fils et fils décédé appelé également Aymon.

### Succession
Le jour même de son décès, son fils Aymon de Blonay reçoit de la part de son parent Aymon II de Faucigny tous ses droits dans le territoire de Saint-Paul. Le sire de Faucigny a donc certainement assisté à la mort de Belon. Le même mois, Aymon de Blonay reçoit du comte de Savoie Amédée IV l'autorisation de construire une maison forte à Saint-Paul et devient le premier Blonay seigneur de Saint-Paul.

## Belon, dame de Saint-Paul

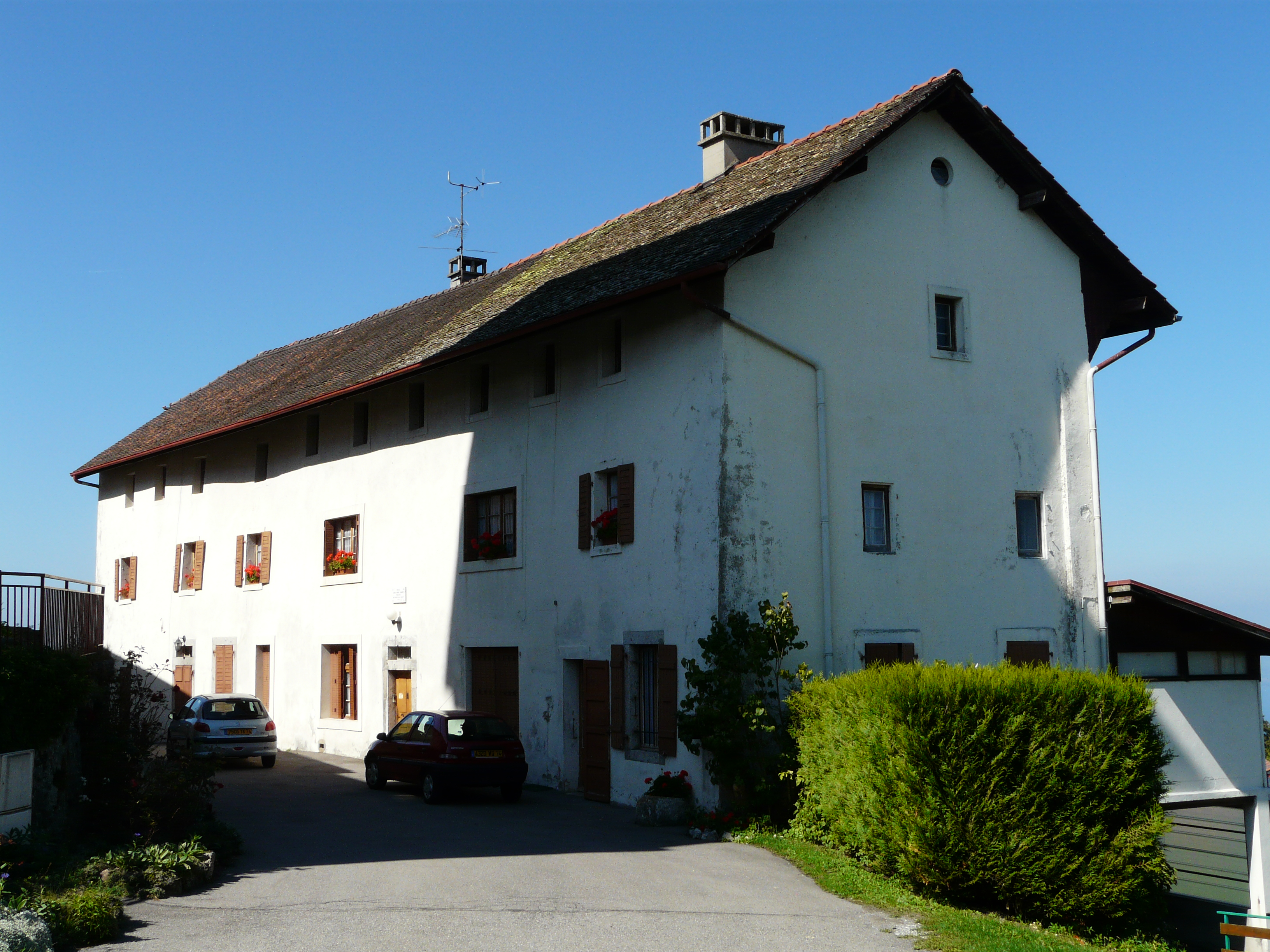
Vestige de l'ancien prieuré, ou « maison des Sœurs », de Saint-Paul

Le cartulaire de l'ancien Prieuré de Saint-Paul-en-Chablais, publié par le comte Amédée de Foras, mentionne à plusieurs reprises Isabelle de Bex, dame de Saint-Paul. Contrairement à ce qu'avançait Foras, Isabelle n'était pas originaire de Saint-Paul, mais bien responsable de la seigneurie dont les Faucigny étaient les suzerains. Elle possède un sceau qu'elle appose sur certains actes qui concernent le prieuré.

### La fondation du prieuré Saint-Paul

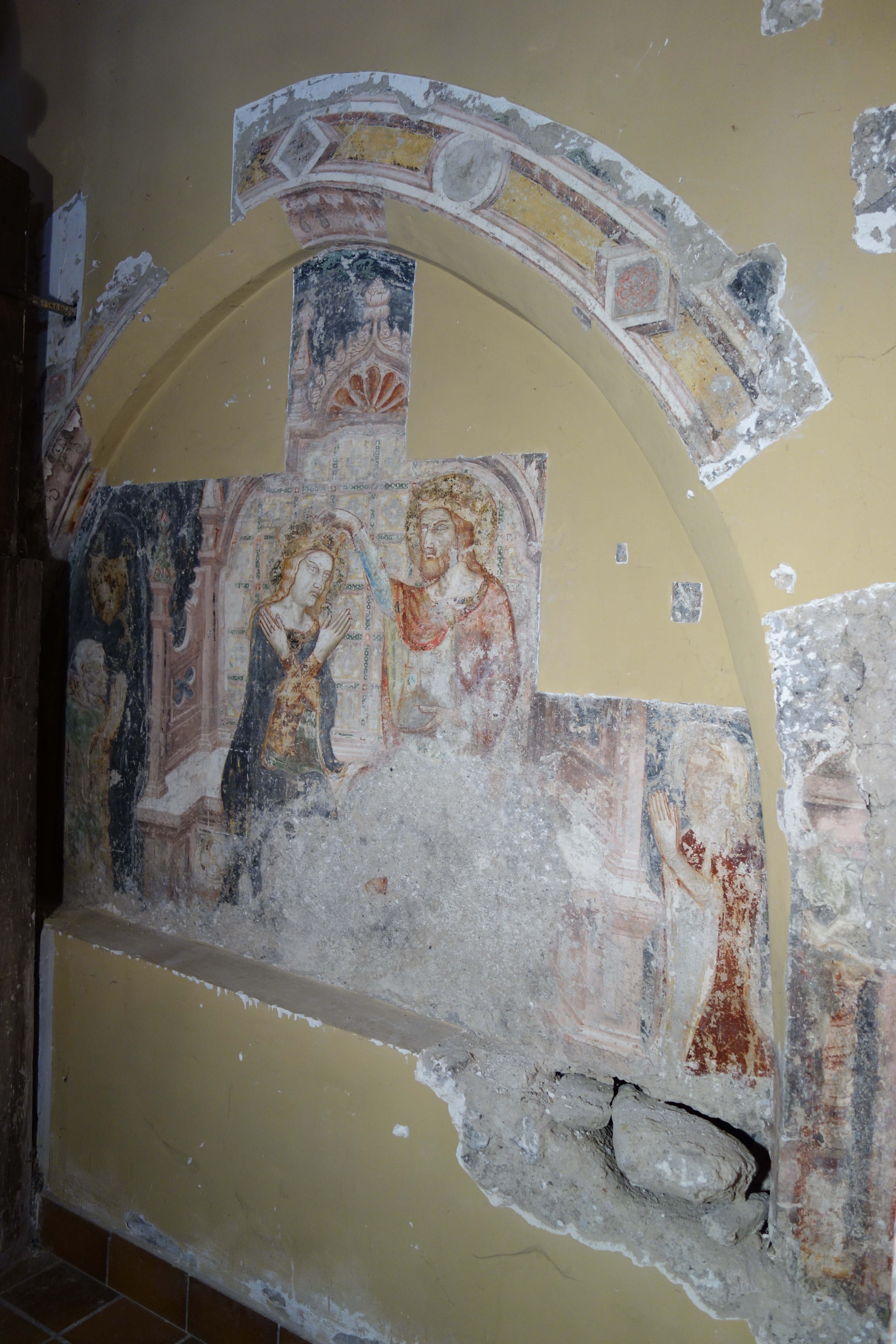
Fresque de l'une des chapelles funéraires des Blonay, vers 1400

Si la fondation du prieuré de Saint-Paul est longtemps demeurée mystérieuse, il est désormais établi que c'est Isabelle de Bex, seule ou en compagnie de son époux Guillaume de Blonay, qui a fondé le prieuré bénédictin. Cette "fondation de prestige" était destinée à servir de nécropole pour les nouveaux seigneurs de Saint-Paul. 

### L'abbaye d'Abondance
En 1210, Ysabella de Baiz cède à l'abbaye d'Abondance un chasement, puis complète cette donation huit ans plus tard, mais cette fois en compagnie de ses fils. Les droits sur les hommes de Maraîche, qui dépendaient jusqu'alors des Bex, sont transmis aux chanoines réguliers d'Abondance. En 1232, Isabelle s'accorde avec les chanoines à propos des hommes de Praubert à Saint-Paul.

## Postérité
Isabelle de Bex est l'héroïne du roman La dame de Saint-Paul (éditions Cabédita, 2022) écrit par Sidonie Bochaton.

### Régeste genevois
Actes publiés dans le Régeste genevois (1866), que l'on peut consulter en ligne dans le Répertoire chronologique des sources sur le site digi-archives.org de la Fondation des Archives historiques de l'Abbaye de Saint-Maurice (Suisse) :
1. 1 2  Régeste genevois, 1866

### Autres références
1. 1 2  Bochaton 2017, p. 7.
2. ↑  Adrien Gavard, « L'obituaire de l'abbaye de Sixt », Mémoires & Documents, Académie salésienne,‎ 1913, p. 29 (lire en ligne, consulté le 29 décembre 2020).
3. ↑  Demotz 2008, p. 312-313.
4. 1 2  Ansgar Wildermann / FS, « Bex, de » dans le Dictionnaire historique de la Suisse en ligne, version du 16 octobre 2002.
5. ↑  Foras 1878, p. 214-215.
6. ↑  Foras 1899, p. 175.
7. ↑  Forel 1862.
8. ↑  Gremaud 1875, p. 264-266.
9. ↑  Foras 1899, p. 174-175.
10. 1 2  Bochaton 2020, p. 220.
11. ↑  Bochaton 2017, p. 8.
12. ↑  Foras 1899, p. 166.
13. ↑  Foras 1899, p. 173.
14. ↑  Wildermann 1986, p. 803-831.
15. ↑  Bochaton 2017, p. 17.
16. ↑  Bochaton 2020, p. 223.
17. ↑  Delerce 2019.
18. ↑  Delerce 2019.